# Bragelonne
Bragelonne est une maison d'édition française fondée en 2000, devenu le premier éditeur d’Imaginaire en langue française.
Composée d’un seul label à sa naissance, la maison en comporte aujourd’hui sept, dans des genres aussi divers que l’Imaginaire (Bragelonne), la littérature (Hauteville), la « bit-lit, sous-genre de fantasy urbaine » (Milady), la jeunesse (Castelmore), les comics (HiComics), le manga (Mangetsu) ou encore le jeu (Bragelonne Games).

## Histoire

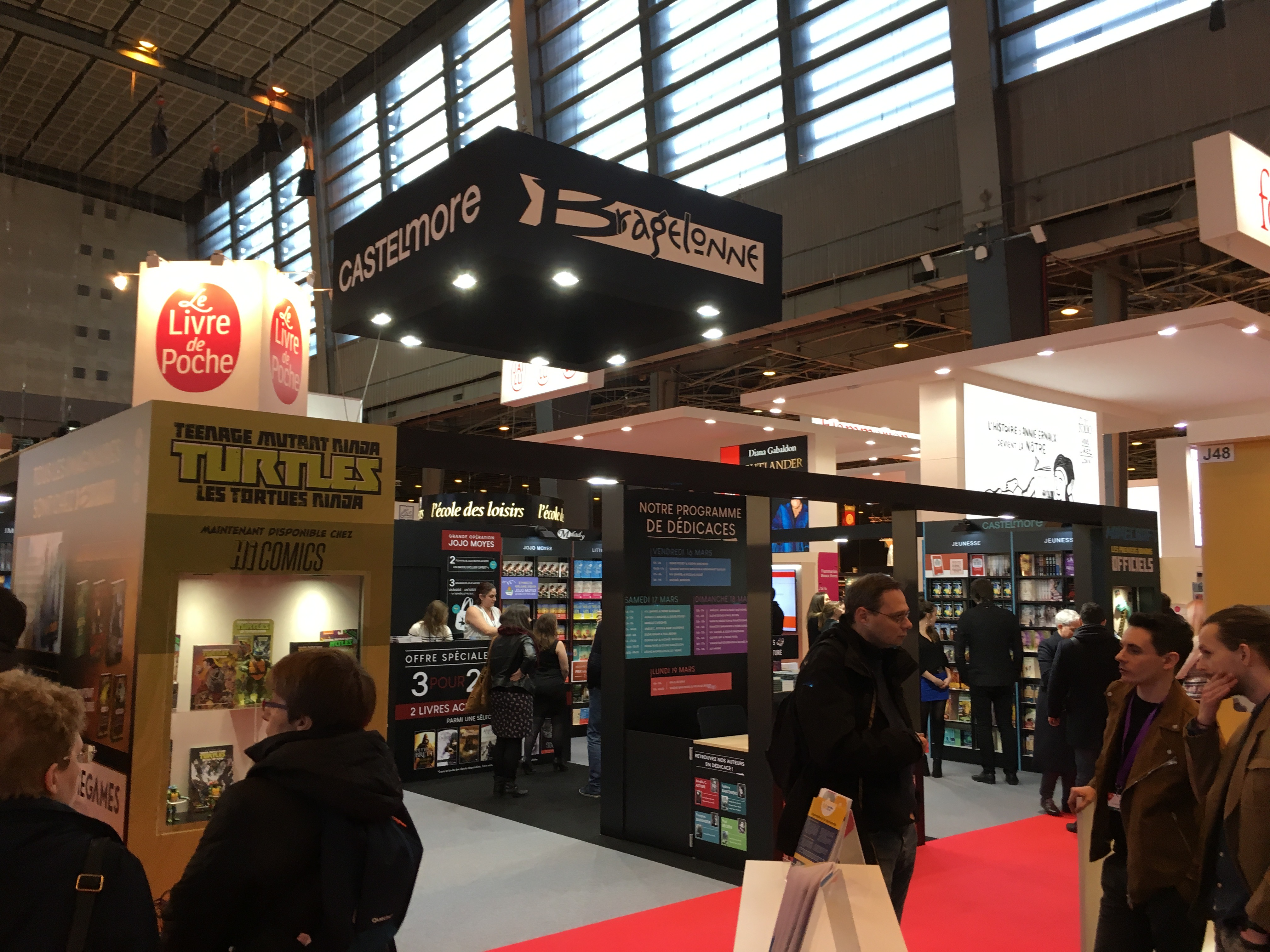
Le stand des éditions Bragelonne lors du salon Livre Paris 2018

Bragelonne a été fondée le 1er avril 2000 par Stéphane Marsan et son gérant Alain Névant, le nom faisant référence au roman Le Vicomte de Bragelonne (1847-1850) d'Alexandre Dumas.
En 2000 paraît Légende, le premier roman de David Gemmell. En 2002, les éditions Bragelonne publient le premier tome de la série Le Sorceleur, d‘Andrzej Sapkowski. En 2003, le premier tome de L'Épée de vérité de Terry Goodkind est publié. Depuis 2005, Bragelonne a créé sa collection Bragelonne SF avec des auteurs comme Peter F. Hamilton, Connie Willis, Arthur C. Clarke... En 2007, Pierre Pevel entre au catalogue avec Les Lames du cardinal. En 2008, la collection terreur L’Ombre est lancée. En 2009 paraît Le Nom du vent, par Patrick Rothfuss.
En 2010, la maison fêtait ses dix ans. Pour marquer le coup, les éditions ont créé la collection 10 ans, 10 romans, 10 euros dont le principe est de proposer aux vétérans comme aux nouveaux venus ou même aux collectionneurs, la réédition d’une liste de titres ayant jalonné la première année d’existence de Bragelonne comme Légende, Orcs ou Lord of the Ringards ou encore Les Trois Lunes de Tanjor et La Moïra. Cette collection qui revisite le patrimoine Bragelonne s’est finalement installée. La même année, Bragelonne publie le premier roman Assassin's Creed, Assassin's Creed : Renaissance.
En 2012, Bragelonne lance le Mois du Cuivre avec des auteurs tels que Tim Powers, Mark Gatiss, Mathieu Gaborit… La première édition du Necronomicon est publiée la même année. La Roue du temps, de Robert Jordan, est confiée à Bragelonne. En 2014, Bragelonne devient le premier éditeur numérique en France avec plus de 1 000 000 livres numériques vendus. Le label Bragelonne Thriller (Johana Gustawsson, Alexis Aubenque…) est créé. En 2016, Bragelonne, sous l'égide de son diffuseur numérique e-Dantès, lance la Grosse OP, la plus grosse opération numérique du monde. Anthony Ryan entre au catalogue avec La Voix du sang.
En 2018, l'éditeur lance Bragelonne Historique (Bernard Cornwell, Jack Whyte), ainsi que la terreur en poche (Adam Nevill, Graham Masterton). En 2019, Bragelonne s’associe au groupe Hachette pour fonder la coentreprise Bragelonne Games, dédiée exclusivement à l’édition de jeux de société.
En 2021, à la suite d'une enquête de Mediapart, Stéphane Marsan, qui depuis 11 janvier 2017 présidait et dirigeait le groupe, et depuis sa fondation, la maison d'édition-mère[source insuffisante], est accusé par des femmes du milieu de l'édition (autrices, employées...) de comportements sexistes et déplacés dans le cadre professionnel, et d'avoir abusé de sa position pour chercher à obtenir des relations ou des avantages. Il publie un droit de réponse dans Mediapart. Le 6 juillet 2021, la maison Bragelonne publie un communiqué de presse annonçant le remplacement de Stéphane Marsan par, d'une part, Bernard Chaussegros à la présidence du groupe, et d'autre part, Claire Renault Deslandes à la direction des publications.
La même année, la collection Mangetsu dédiée aux mangas est créée.
En 2022, le groupe Hachette absorbe les éditions Bragelonne. La présidence est assurée par Isabelle Magnac, la direction générale par Antoine Béon.

## Prix littéraires
- En 2011, Bragelonne est le premier éditeur non anglo-saxon à être nommé au prix World Fantasy.
- En 2016, Pascal Pinteau remporte le grand prix de l'Imaginaire avec Effets spéciaux : Deux siècles d’histoires.
- En 2017, Mage de guerre de Stephen Aryan, gagne la première édition du prix Hellfest Inferno, en partenariat avec le festival Hellfest. La Défense de Steve Cavanagh reçoit le prix Cognac.
- En 2018, Arkane de Pierre Bordage est le douzième livre du catalogue à recevoir le prix Imaginales.